# Ilex cassine
Ilex cassine — вид падубу, поширений на піденно-східному узбережжі Північної Америки: у Сполучених Штатах (від Вірджинії до південного сходу Техасу), в Мексиці (штат Веракрус) та в Карибському басейні (Багами, Куба та Пуерто-Рико). У рідних краях використовуються тривіальні назви падуб дахун (dahoon holly) або касіна (cassena); остання назва походить від назви іншої рослини, I. vomitoria, мовою тімукуа.

## Опис
Ilex cassine є вічнозеленою рослиною, має форму великого чагарника або невеликого дерева, що досягає 10–13 м заввишки. Листки 6–15 см завдовжки і 2–4 см завширшки, блискучі й темно-зелені, цільні або з кількома дрібними гострими відростками біля верхівки. Квітки білі, мають чотири пелюстки. Плід являє собою кістянку діаметром 5–6 мм, червоного кольору і містить чотири кісточки.
Як і інші падуби, I. cassine є дводомним. Плодоносять лише рослини з маточковими квітами, але рослини з тичинковими квітами мають знаходитися в межах досяжності для можливості запилення комахами, такими як бджоли.

## Різновиди
Відомо три різновиди цієї рослини:
- Ilex cassine var. cassine (Сполучені Штати, Кариби)
- Ilex cassine var. angustifolia Aiton. (Сполучені Штати)
- Ilex cassine var. mexicana (Turcz.) Loes. (Мексика)

Також існує Ilex × attenuata, що є природним гібридом Ilex cassine та Ilex opaca

## Культивування
I. cassine вирощують у теплих кліматичних зонах як декоративну рослину завдяки її яскраво-червоним плодам, що привабливо виглядають на тлі глянцевого зеленого листя. Початковий ареал цієї рослини знаходився недалеко від узбережжя, але був розширений через умисне висаджування.

## Використання в якості стимулятора
Листя I. cassine як і у близького до нього виду I. vomitoria, містить значну кількість таких стимулюючих речовин, як кофеїн та теобромін. Можливо, в індіанському напої «касіна» («чорний напій») використовувалося листя обох цих видів, і в літературі виникла плутанина щодо того, який саме вид зазвичай використовувався для приготування напою. Втім, I. vomitoria містить більше кофеїну і, ймовірно, звичайним інгредієнтом касіни був саме він. Аналіз вмісту метилксантинів у листі, яке використовується в різних стимулюючих напоях, показав, що вміст кофеїну в I. cassine (у сухій масі) становить приблизно 20 % від вмісту кофеїну в I. vomitoria, 8 % від вмісту у Coffea arabica і близько 3 % від вмісту в Camellia sinensis Kunze. I. cassine містить вдвічі більше теоброміну, ніж I. vomitoria, і 20 % від вмісту у C. sinensis Kunze (C. arabica не містить значної кількості теоброміну). Втім, стимулюючий ефект теоброміну становить лише 10 % від ефекту кофеїну.